# Reserva Natural de Metsaääre
A Reserva Natural de Metsaääre é uma reserva natural localizada no condado de Pärnu, na Estónia.
A área da reserva natural é de 160 hectares.
A área protegida foi fundada em 2007 para proteger tipos valiosos de habitat e espécies ameaçadas em Jaamaküla e na vila de Metsaääre (ambas na antiga freguesia de Surju).